# Austin Ejide
Augustine Amamchukwu Ejide (Onitsha, Nigeria, 8 de abril de 1984) es un exfutbolista nigeriano. Jugaba de portero y su último equipo es el Sektzia Nes Tziona de la Liga Leumit de Israel.

## Selección nacional
Ha sido internacional con la selección de fútbol de Nigeria en 34 partidos.
El 6 de mayo de 2014 fue incluido por el entrenador de la selección nigeriana Stephen Keshi en la lista provisional de 30 jugadores que iniciarán los entrenamientos con miras a la Copa Mundial de Fútbol de 2014. El 2 de junio se confirmó su inclusión en la nómina definitiva de 23 jugadores.

### Participaciones en Copas del Mundo
| Mundial                        | Sede                  | Resultado        |
| ------------------------------ | --------------------- | ---------------- |
| Copa Mundial de Fútbol de 2002 | Corea del Sur y Japón | Primera fase     |
| Copa Mundial de Fútbol de 2010 | Sudáfrica             | Primera fase     |
| Copa Mundial de Fútbol de 2014 | Brasil                | Octavos de final |

### Participaciones en Copa África
| Torneo                         | Sede   | Resultado        |
| ------------------------------ | ------ | ---------------- |
| Copa Africana de Naciones 2006 | Egipto | Tercero          |
| Copa Africana de Naciones 2008 | Ghana  | Cuartos de final |
| Copa Africana de Naciones 2010 | Angola | Tercero          |

## Clubes
| Club                 | País    | Año       |
| -------------------- | ------- | --------- |
| Gabros International | Nigeria | 1999-2002 |
| Étoile du Sahel      | Túnez   | 2002-2006 |
| S. C. Bastia         | Francia | 2006-2009 |
| Hapoel Petah Tikva   | Israel  | 2009-2012 |
| Hapoel Be'er Sheva   | Israel  | 2012-2015 |
| Hapoel Hadera        | Israel  | 2017-2020 |
| Sektzia Nes Tziona   | Israel  | 2020-     |